# Peritonite infettiva felina

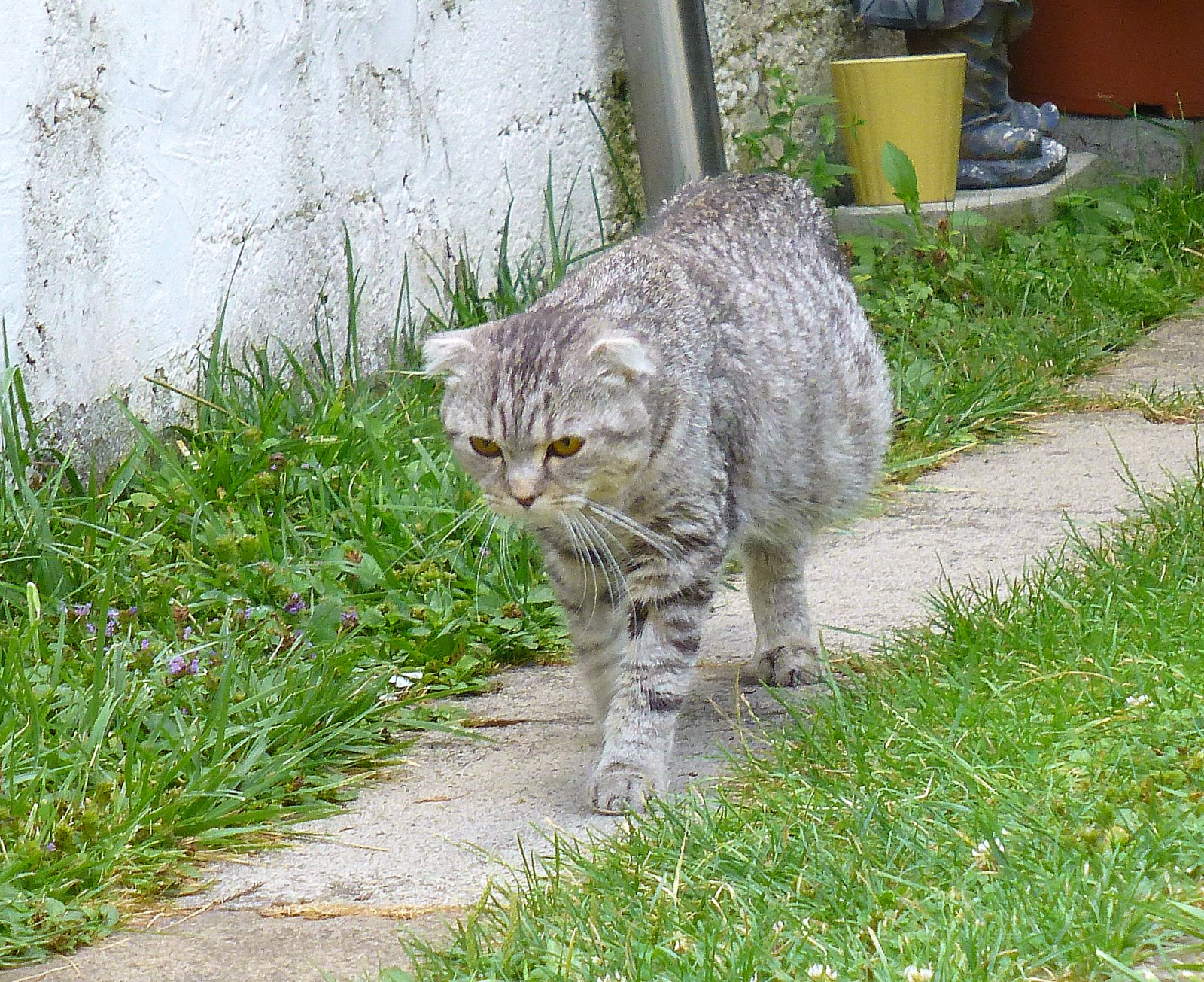
Scottish Fold affetto da FIP effusiva con evidente rigonfiamento addominale dovuto all'accumulo di liquido

La peritonite infettiva felina (FIP, acronimo di feline infectious peritonitis) è una malattia infettiva dei felidi, comunemente diffusa tra i gatti, causata dal coronavirus felino (FCoV), un Alfacoronavirus.
Si stima che circa il 25-40% dei gatti domestici entri in contatto col coronavirus felino, percentuale che aumenta fino all'80-100% nei gatti randagi o che vivono in colonie. A fronte dell'elevata possibilità di contagio, solo il 2-6% dei gatti sviluppa la malattia, questo perché essa si manifesta solo nel caso in cui il virus subisca una mutazione all'interno dell'organismo dell'animale, che lo porta dalla forma virulenta (FECV) alla forma patogena (FIPV). 

## Patogenesi

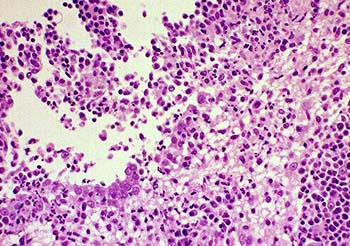
Esame istologico di un rene infetto, dove è in corso la risposta infiammatoria tipica della FIP

La trasmissione del coronavirus felino avviene per via orofecale. Condizioni nelle quali molti gatti (o felidi in generale) condividono lo stesso spazio abitativo, ciotole per il cibo, lettiere o quant'altro, possono massimizzare le probabilità di contagio da parte di tutti gli animali che compongono il nucleo coabitativo.
Il coronavirus felino è un virus a RNA con envelope la cui forma non mutata (FECV) colpisce il tratto gastrointestinale dell'animale causando malattie acute con sintomi quali nausea, vomito e diarrea che si risolvono nel breve periodo. 
La mutazione del virus dalla forma enterica (FECV) alla forma che causa la FIP (FIPV) avviene all'interno dell'organismo animale una volta avvenuto il contagio.

## Clinica

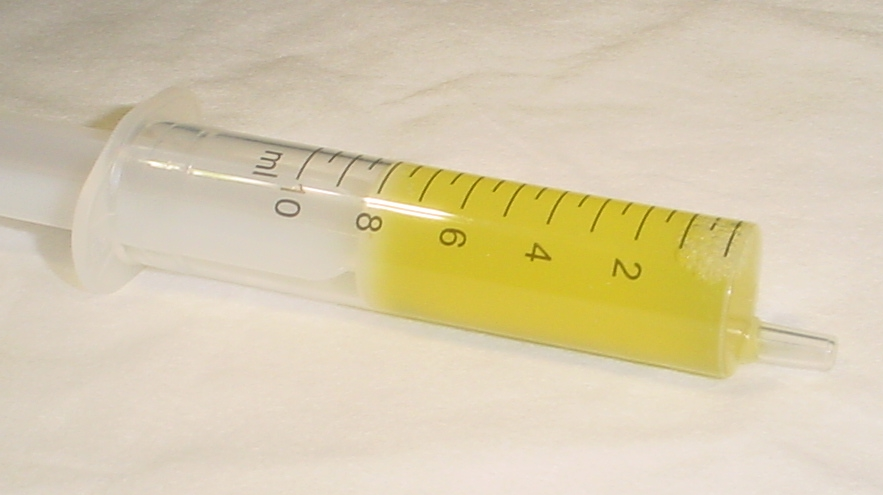
Liquido peritoneale di un gatto FIP-positivo

La FIP si può presentare in due diverse forme: la forma effusiva, detta umida, e la forma non-effusiva, detta secca. Esistono tuttavia forme miste.
- La FIP effusiva (umida), più comune rispetto alla forma secca, è caratterizzata da un importante versamento addominale che va a compromettere la funzionalità degli organi interni dell'animale, in particolare fegato, polmoni ed apparato gastrointestinale. Il quadro sintomatologico comprende inappetenza, febbre, perdita di peso, ittero, diarrea e difficoltà respiratorie, a cui si accompagnano danni oculari e difetti posturali e di deambulazione. Sia la FIP effusiva che la FIP non-effusiva presentano inoltre segni clinici a carico del sistema nervoso centrale[1].

- La FIP non-effusiva (secca) si caratterizza per la presenza di granulomi in vari distretti dell'organismo senza accumulo di liquido nell'addome. Nella forma secca l'entità dei danni al sistema nervoso centrale e all'occhio è tendenzialmente più marcata rispetto alla forma umida[1].

## Trattamento
Poiché la FIP è una malattia immunomediata, il trattamento rientra in due categorie: azione diretta contro il virus stesso e modulazione della risposta immunitaria. I farmaci antivirali utilizzati per la terapia eziologica della FIP non sono autorizzati e disponibili in tutti gli stati.

### Antivirali
Gli antivirali (in senso stretto) agiscono interferendo con gli enzimi o altri processi biologici nel virus FIP.

#### GS-441524 and remdesivir
Un farmaco sperimentale chiamato GS-441524 è stato utilizzato in un esperimento sul campo su 31 gatti. Dopo 25 giorni, cinque gatti erano morti, otto erano guariti e avevano avuto una ricaduta, e 18 erano guariti senza alcuna successiva ricaduta. Gli otto che hanno avuto una ricaduta sono stati trattati nuovamente, alcuni con dosi più elevate. Di questi otto, uno morì e sette guarirono, il che significa che 25 dei 31 gatti alla fine guarirono dalla FIP. Sebbene il farmaco non sia ancora (al 2023) disponibile in commercio negli Stati Uniti, questo studio è considerato molto promettente e potrebbe portare a farmaci disponibili in commercio per il trattamento della FIP.
In diversi paesi le compresse orali di GS-441524 (e il suo profarmaco iniettabile remdesivir) sono diventati legalmente disponibili per i veterinari per il trattamento della FIP nei gatti, ad esempio in Australia, Paesi Bassi e Regno Unito (da agosto 2021). Nei gatti naturalmente infetti, è stato osservato un tasso di recupero superiore all'80% con il trattamento con GS-441524 in diversi studi e programmi di trattamento nei paesi in cui il farmaco è legalizzato. 

#### GC376
Un farmaco antivirale sperimentale chiamato GC376 è stato utilizzato in una sperimentazione sul campo su 20 gatti: sette gatti sono andati in remissione e 13 gatti hanno risposto inizialmente ma hanno avuto una ricaduta e sono stati soppressi. Questo farmaco non è ancora (a partire dal 2017) disponibile in commercio. 

#### Molnupiravir
Di fronte a un’epidemia di FCoV-23 ad alto tasso di mortalità nell’isola-nazione di Cipro, l’8 agosto 2023 il governo ha rilasciato 80.000 pillole anti-COVID di molnupiravir dalle sue scorte nazionali di COVID-19, nel tentativo di risolvere la crisi del coronavirus felino.

### Immunostimolanti
Gli immunostimolanti sono farmaci che rendono il sistema immunitario più attivo contro il virus. I farmaci più comuni di questa classe per il trattamento della FIP sono l’interferone omega felino ricombinante (Virbagen Omega, Virbac) o l’interferone umano alfa-2b. Poiché la versione umana finisce per essere presa di mira dal sistema immunitario perché è un antigene estraneo, la versione felina dell'interferone felino è più efficace. Un immunostimolante poliprenilico sperimentale (PI) è prodotto da Sass e Sass e testato dal Dr. Al Legendre, che ha descritto la sopravvivenza di oltre 1 anno in tre gatti con diagnosi di FIP e trattati con il medicinale. In un successivo studio sul campo su 60 gatti con FIP non effusiva trattati con PI, 52 gatti (87%) morirono prima dei 200 giorni, ma otto gatti sopravvissero oltre 200 giorni dall'inizio del trattamento con PI e quattro di questi sopravvissero oltre 300 giorni.

### Anti-infiammatori
In genere è consigliato l’uso di un farmaco antinfiammatorio contro la FIP. I farmaci immunosoppressori indeboliscono il sistema immunitario, contribuendo a ridurre l’infiammazione. Il farmaco immunosoppressore di riferimento nella FIP è il prednisolone, un corticosteroide. Non esistono studi controllati con placebo che dimostrino che il prednisolone sia migliore di altri antinfiammatori.

## Prevenzione

### Vaccinazione
Non esiste un vaccino efficace contro la FIPV. La vaccinazione a DNA con plasmidi che codificano per le proteine FIPV non è riuscita a produrre immunità. Piuttosto, è stato osservato che gli anticorpi contro la proteina spike FIPV esacerbano la malattia.

### Prevenzione
I gattini sono protetti dalle infezioni da anticorpi di origine materna fino allo svezzamento, solitamente intorno alle 5-7 settimane di età; pertanto è possibile prevenire l'infezione dei gattini allontanandoli dalle fonti di infezione. Tuttavia, il FCoV è un virus molto contagioso e tale prevenzione richiede un’igiene rigorosa.

## Nei film
Un film del 2018 intitolato Aeris, di Paul Castro Jr. e Aly Miller, con Frank Deal, Arabella Oz e Betsy Aidem, parla di un gattino nato con la FIP che viene acquistato da un negozio di animali e dei dodici giorni trascorsi dai proprietari con esso. Il film ha ricevuto un premio al Garden State Film Festival 2018 nella categoria Narrative Short.